# Ollie
Niektóre z zamieszczonych tu informacji wymagają weryfikacji.
Dokładniejsze informacje o tym, co należy poprawić, być może znajdują się w dyskusji tego artykułu.
 Po wyeliminowaniu niedoskonałości należy usunąć szablon [[Szablon:Dopracować|]] z tego artykułu.
Ollie – jeden z podstawowych trików, jakie można wykonywać na deskorolce, będący punktem wyjścia wielu innych. W środowisku skaterów stosuje się termin angielski, bądź nazywa się ten trik "olka". Ollie zostało wymyślone przez Alana Gelfanda w 1979 roku. Ollie to jego drugie imię. 

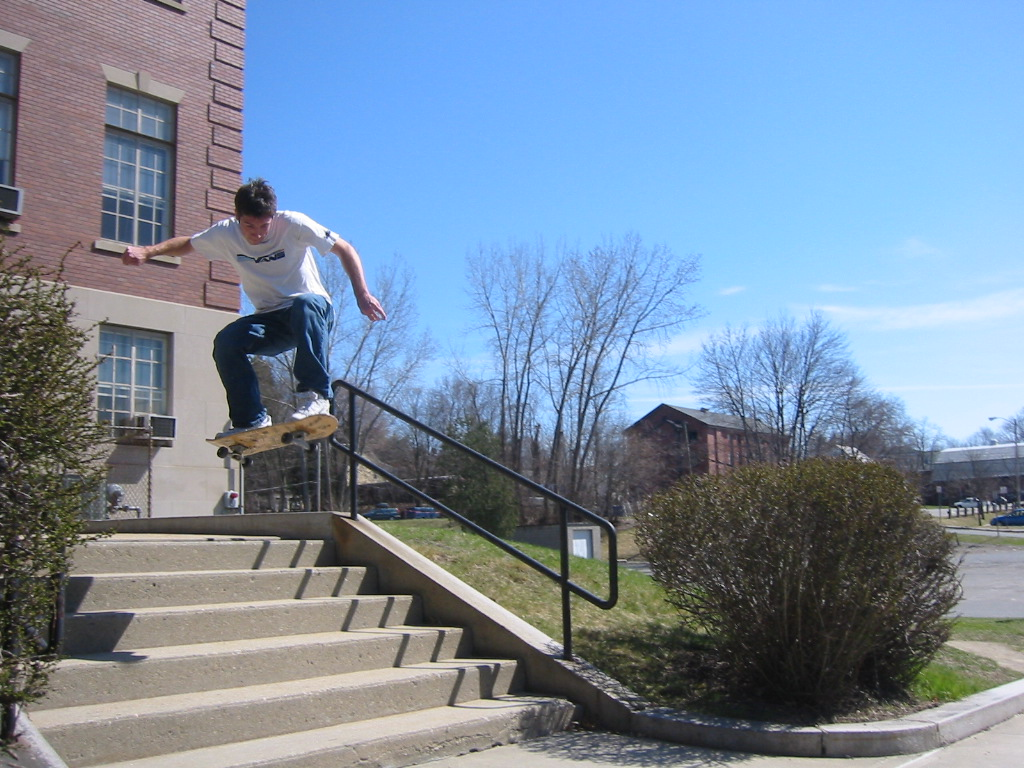
Skater wykonujący ollie nad schodami

## Mutacje (przekształcenia)
- nollie wykonywany w pozycji nollie – czyli kopie się przednią nogą w nos deski
- switch ollie – wykonywany na switchu – czyli w tail deski kopie noga ta, która w normalnym ułożeniu jest z przodu, a w tej opcji znajduje się z tyłu (stoi się na desce drugą stroną)
- fakie ollie – ollie wykonywane podczas poruszania się do tyłu. standardowe ustawienie nóg, tylko jazda do tyłu.
- ollie north – przy normalnym ollie jest to wysunięcie przedniej nogi poza nos deski
- ollie airwalk – trik polegający na zrobiniu ollie i airwalka (prawa noga wysunięta w lewą stronę, a lewa w prawą)

## Sposób wykonania
- Jedną nogę stawiamy na krańcu deskorolki (tailu) tak, by kraniec stopy był umieszczony na końcu;
- Drugą nogę stawiamy mniej więcej na środku deskorolki mniej więcej połową stopy;
- Nogą, która stoi na końcu deski, przyciskamy tail mocno do ziemi i odbijamy się tak, aby wykonać podskok na jednej nodze następnie podciągamy jak najwyżej tylną nogę;
- W tym czasie drugą nogą ciągniemy w kierunku nosa. Należy pamiętać, aby zachować odpowiednie zgranie ze sobą obu nóg, tzn. obie czynności, czyli podskok i pociągnięcie, musimy wykonać w jednej chwili i, co najważniejsze, oba ruchy muszą zakończyć się też w tym samym czasie;
- Lądujemy uginając nogi, aby zamortyzować lądowanie i się nie wywrócić

## W teorii
Ollie jest kombinacją ruchów skatera, która prowadzi do oderwania się deski (wraz ze skaterem) od podłoża. Przy rozpędzie łączy się to dodatkowo z przesunięciem, co pozwala wykorzystać ten trik do przeskakiwania przeszkód.